# 紫外線B光照治療
紫外線B光照治療是用紫外線B（即波長290-320奈米的紫外光）所進行的光照療法，其又可據波長不同分為寬帶紫外線B和窄帶紫外線B。臨床上可用來治療乾癬、汗皰疹、白斑、異位性皮膚炎、全身性濕疹、尿毒症搔癢、玫瑰糠疹、苔癬性糠疹等等。

## 歷史
用陽光作治療由來已久，古埃及人和古希臘人均曾利用日照來治療疾病。1895年可謂是現代光照治療的開始，尼尔斯·吕贝里·芬森首次使用碳弧光源來治療尋常狼瘡。1923年，Goeckerman設計出寬頻紫外線B加上煤焦油的方法來治療乾癬；Ingram則在1953年使用蒽酚蠟和寬頻紫外線B治療，他也發現了只使用紫外線B也可以達到治療皮膚病的效果。1976年，Parish與Jaenicke定義出一個動態的光譜，其波峰為313奈米波長的窄帶人工紫外線B，有助治療乾癬。另外，他們也認為295奈米波長以下的紫外線是沒有任何治療效果的。Van Weelden在1984年證實了窄頻的紫外線B的確有其臨床治療效果，之後有更多研究證實窄頻比寬頻紫外線B在不同的皮膚疾病上更有治療效果，也因此窄頻紫外線也廣泛地被使用。

## 光線物理性質
電磁波可根據物理、化學、生物特性來分成許多不同區段，在日光中最有生物活性的波帶即是紫外線，波長分布區域為200奈米至400奈米。其中奈米波長200~290的紫外線稱為紫外線C；奈米波長290~320為紫外線B；奈米波長320~400為紫外線A。
紫外線B被稱為“middle-wave UV”或“sunburn UV radiation”。Parish與Jaenicke發現在紫外線B中，波長小於305奈米的紫外線B為紅斑產生的主要原因。紫外線C又稱"short-wave radiation"或"germicidal radiation"，可利用作為殺菌效果的紫外線，低壓汞蒸氣燈可產生254奈米波長的紫外線C。紫外線A又叫作“long-wave UV radiation”或“black light”，與紫外線B相比之下生物活性較低，另外也可能是導致紅斑與色素沉積產生的原因之一。紫外線A又可分為1、2兩區域，340~400奈米波長的紫外線A1主要與氧化等光化學反應有關，而320~340奈米波長的紫外線A2的特性則較像紫外線B。

## 治療方式
太陽
利用日光來治療已有幾千年的歷史，雖然最為便利，但無法隨心所欲控制照射量，加上照射的紫外線波長會受到季節和時間影響，如在冬天因為太陽斜射地球表面，在大氣層內所經過的距離會變成，會使特定波長的紫外線減少，造成治療效果不一，為其最難以克服之缺點。
螢光燈
由低壓汞蒸氣燈附上一層熒光物質而形成，優點為價格低廉、壽命長、照射區域廣且區域內照射量相近、光譜有連續性、與熱量相較之下有更大量的紫外線照射量。缺點則是在開始使用的前幾分鐘照射量不穩定、易受環境溫度影響而改變照射波長、螢光燈兩端6~12吋的發射紫外線量比中央少、一定時間內可提供的最大紫外線照射量也較其他治療方式不足。
高壓汞蒸氣燈
又稱“hot quartz”燈，優點為可提供大量紫外線照射，可在短時間內完成治療，減少紅斑產生的量。缺點為熱與紅外線量輸出量偏高、要使用前要暖機10分鐘以上而無法隨時使用、不連續性的照射光譜且大部分為易造成紅斑的297奈米波長紫外線、一次治療區域較小，若要治療全身則須分別照射六次、治療區域內的照射量不平均。
金屬鹵素燈
由高壓汞蒸氣燈加上不同的鹵化金屬組成，若使用鐵、鈷、鎳作為鹵化金屬的成分，可產生一包含紫外線A與B的光譜。照射劑量為一般紫外線A螢光燈的3~6倍，而使用者可以利用濾鏡來分離紫外線A與B。缺點是設備昂貴、使用壽命短以及一次治療區域小。

## 作用機制
自從紫外線B光照治療應用於皮膚科疾病的治療，在許多皮膚疾病上皆有顯著的療效，尤其是一些與免疫系統異常相關的皮膚疾病。研究顯示在紫外光引起的惡性癌病上，可發現紫外光所引發的免疫抑制作用，而紫外光也會影響皮膚內蘭氏細胞（Langerhans cell）的作用。這些證據都顯示了紫外線A和紫外線B會影響存在於人體皮膚上的免疫系統。目前紫外線A和紫外線B可被視為一種調控因子，扮演了免疫調節的作用。
紫外線B相較於紫外線A波長較短，單一光子所蘊含的能量較大，但穿透力弱於紫外線A，故紫外線B在皮膚上的作用主要影響一些較表淺的細胞，像是角質細胞（keratinocyte）和蘭氏細胞。
紫外線B和紫外線A可透過三大主作用，來達到光照免疫調節作用(Photoimmunologic effects)：
1. 作用在可溶性調節因子(soluble mediators)
2. 調節細胞表面分子的表現
3. 促進與病態機制相關細胞的凋亡

其中以促進細胞凋亡為光照治療最重要的作用。近年來紫外線B光照治療發展出窄波長紫外線B(波長: 310nm)光照治療，相較於傳統寬波長紫外線B光照治療，窄波紫外線B有更好的穿透性，且更能引導侵入表皮的T細胞進行細胞凋亡。

### 窄頻帶紫外線B光
在近年的研究中，用窄頻帶紫外線B光治療乾癬遠比用傳統的紫外線B光更有效率。由於乾癬的病理機制主要與自體免疫系統以及表皮角質細胞之間的互相作用有關，壓抑相關的免疫細胞或免疫細胞因子(cytokine)有助改善這個疾病。
已知的窄頻帶紫外線B光機轉以免疫抑制(immunosuppressive)為主，又分為：
減少免疫細胞：
減少樹狀細胞(dendritic cell)；促使T淋巴球(T cell)啟動細胞凋亡機制(apoptosis)。
減少免疫細胞因子或促發炎分子：
藉由減少樹狀細胞或T淋巴球，減少它們所產生的促發炎分子和細胞因子，包括：iNOS、IL-12、IL-23、IL-20、IFN-γ、IL-17、IL-22、IL-18、IL-8、IL-1b、IL-65。；經光照後仍殘餘的T淋巴球，也會減少其所產生的相關發炎細胞因子，例如：IFN-γ。
另外，雖然已在生物體外進行的實驗(in vitro)觀察到窄頻帶紫外線B光能促使角質細胞(keratinocte)細胞凋亡，但在人體上的實驗(in vivo)卻沒有觀察到同樣的情形。

## 臨床用途

### 適應症
在台灣，乾癬是一種常見的皮膚疾患，其嚴重程度不一，若對病兆面積較廣之患者，UVB照光治療則能提供較佳的治療方式，大部分的人在經過12-24次療程後會有明顯的改善，但若在長期接受治療後無改善者則需使用其他方式，如 : PUVA或其他藥物治療。
此外，常見的異位性皮膚炎患者也可選擇UVB治療，其治療的頻率與劑量類似乾癬患者，但通常治療期間較乾癬患者為長。
而對於白斑患者來說，UVB治療雖是一種有效的方法之一，但皮膚較白的患者要特別注意可能有灼傷的情形，且通常要經過幾個月後才有明顯的效果。 另外，除乾癬、異位性皮膚炎及白斑等三大UVB治療的適應疾患以外，廣泛來說，其適合UVB治療的人還包括 : 汗皰疹、全身性濕疹、尿毒症搔癢、玫瑰糠疹、苔癬性糠疹、覃樣息肉症等皮膚性患者。

### 禁忌症
對光敏感者，如罹患自體免疫的紅斑性狼瘡患者、非典型母斑症候群、患者有使用對光禁忌的藥物、曾作過放射線治療，懷孕婦女、身體虛弱、有皮膚癌家族史、無法按時連續治療的病患及無法配合的孩童較不建議接受此治療

## 療程
進行紫外線B光照治療以前必須完成以下的準備工作，以將皮膚的傷害降低，並讓治療得到最好的效果：
病人的評估
在皮膚科醫師認定有需要做紫外線B光照治療後，病人轉介至照光治療單位。評估內容包括：是否接受過任何光照治療、陽光曝曬、職業、個人或家族是否有皮膚癌的病史、六個月內服用的藥物。而在身體檢查方面則需記錄疾病的嚴重程度、是否有任何光照造成的傷害、痣、任何皮膚癌或癌前變化(precancerous lesions)，如：日光角化(solar keratoses)、現存的白班(vitiligo)。
病人的衛教
在同意書中說明整體的治療策略(treatment protocol)，建議使用無香料、無光敏感性、同時也不會阻隔陽光的潤膚乳。同意書的內容還必須包括各種急性或慢性的副作用，並讓病人簽字。此外，最好能讓病人看到紫外線B治療使用的小座艙。在治療的過程中需詳實的記錄給予的劑量、照射的次數、副作用和治療的效果。
治療方案
在決定治療方案時，需考慮四個變數：紫外光的來源、起始劑量(starting dose)、治療的頻率(treatment frequency)、劑量的增加(dose increments)。紫外光的來源主要是看紫外光的光譜寬度，光譜較窄的效果較佳。起始劑量決定方法有兩種，第一種是測量最低變紅劑量(Minimal erythema dose (MED)) ，測量方法是在不受疾病影響的肌膚區塊暴露不同劑量的紫外線B，在12-18小時內能引起紅斑的最小劑量即為MED。而起始劑量通常為MED的50%至100%。另一種方法則是依不同的Fitzpatrick skin phototype給予不同的劑量。治療的頻率一般為每周3~5次。由於身體各部位皮膚抵禦紫外線B的能力不同，在有些部位，如：手肘，可加強局部的光照劑量。若疾病對光照治療的反應不佳，可在皮膚塗抹去角質的物質、焦油、蒽，或搭配全身性的藥物如：retinoids, hydroxyurea, methotrexate, cyclosporine。另外，有報告指出：每周兩次的紫外線B治療搭配每天塗抹兩次calcipotriene，和每周照射三次紫外線B的效果是一樣的，對於時間上無法配合每周三次紫外線B光照治療的病患是很好的選擇。若每週照射紫外線B三次，tazarotene能再加強紫外線B光照治療的效果。紫外線B和紫外線A一起使用有加成效果，但為了使psoralen代謝掉，需間隔超過24小時。：

## 副作用
一般來說，窄頻紫外線B的副作用比使用寬頻紫外線B較輕微。

### 急性副作用
皮膚曬傷般的紅熱感
如果病人反應有曬傷般的感覺，便是代表皮膚無法接受那麼多的紫外線劑量，通常在進行治療後4-6小時發生，並且在24-36小時後最為嚴重。當有這種狀況發生的時候，應停止增加劑量或減量。這種副作用容易因劑量增加太快或病人不遵從醫囑而發生。
水泡
在治療乾癬的療程中，有可能會在原本的乾癬病灶上產生水泡，不過通常能自己回復，不需停止治療。
皮膚乾癢
通常是因為皮膚乾燥引起，雖然紫外線B治療比紫外線A引起的乾癢較為輕微，不過還是需要在療程中和療程後四週內使用保濕劑來避免副作用發生，而抗組織胺也能減緩皮膚乾癢的症狀。亦可選擇奇肌賦活身體乳(AD-Revive Body Milk)舒緩乾癢症狀。

### 慢性副作用
皮膚老化
光照治療引起的皮膚老化是因為持續接受紫外光暴露造成累積的DNA傷害，導致表皮層的老化，常見的症狀包括乾、皺、皮膚變粗糙、血管擴張、色素沉澱、粉刺生成等等。
增加皮膚癌的機率
有研究統計指出，紫外線B光照治療可能會造成非黑色素皮膚癌的年發生率上昇2%。不過目前對於治療劑量多少、療程長短與致癌機率上昇之間的關係尚待研究釐清。而一般據信，窄頻紫外線B光照治療因為所需治療劑量較低，因此可能副作用也會較小。